# Peter Donlon
Peter Dwight Donlon, ameriški veslač, * 16. december 1906, † 14. december 1979.
Donlon je za Združene države Amerike nastopil kot član osmerca na Poletnih olimpijskih igrah 1928 v Amsterdamu. Ameriški čoln je tam osvojil zlato medaljo.  